# Формат бумаги

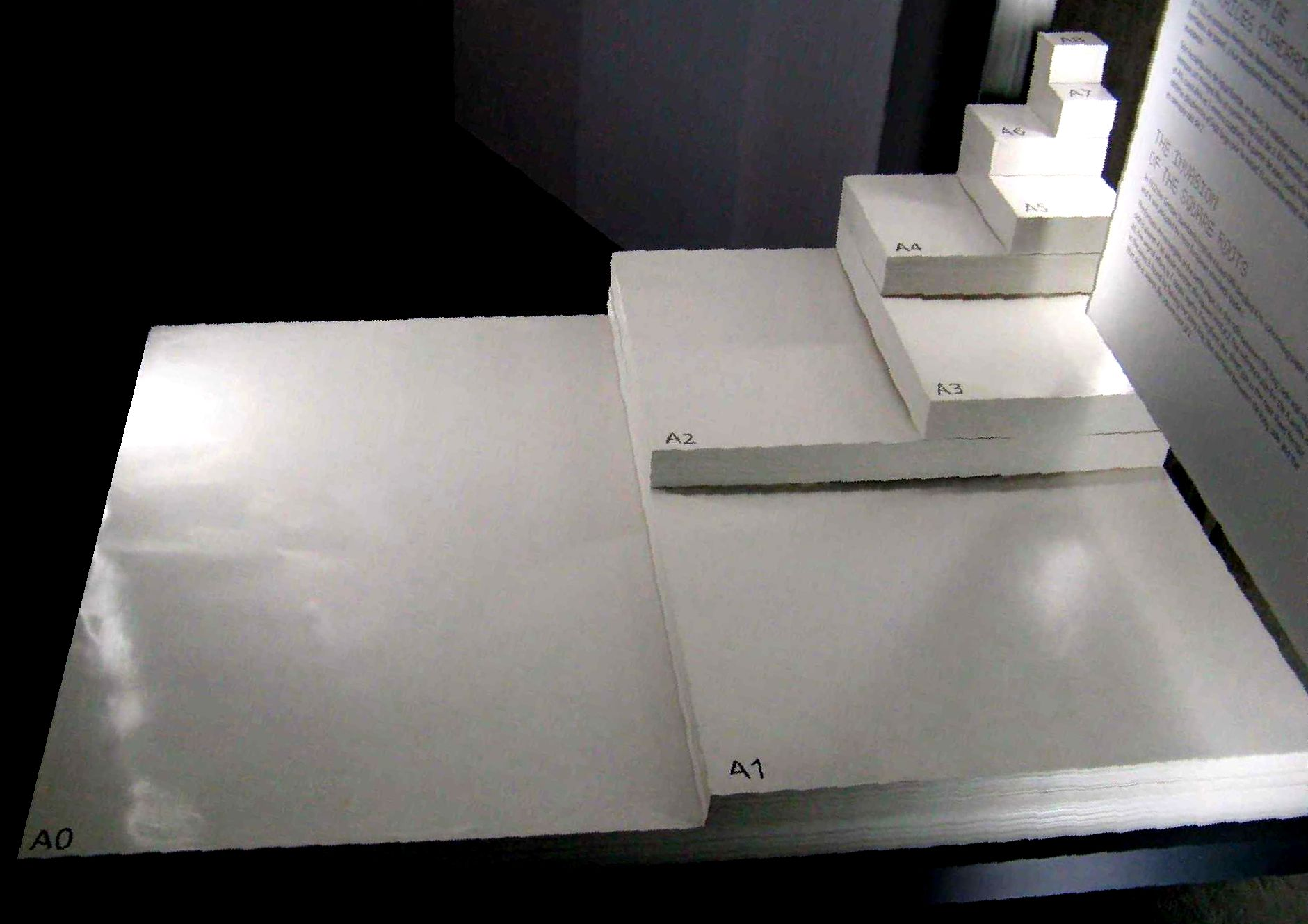
Листы бумаги форматов от A0 до A8 в Музее науки в Барселоне.

Формат бумаги — стандартизованный размер бумажного листа.
В разных государствах, в разное время, в качестве стандартных принимались разные форматы. В настоящее время всеми государствами мира стандартными приняты форматы серий «A», «B» и «C» (по международному стандарту ИСО (ISO)). Однако в Северной Америке преобладают форматы Соединённых Штатов Америки по стандарту ANSI, в Японии — форматы по японскому промышленному стандарту JIS. В Мексике и на Филиппинах, несмотря на принятие международного стандарта, по-прежнему широко используется американский формат «Letter».

## Международный стандарт ISO 216

Форматы бумаги ISO

Международный стандарт на бумажные форматы, ISO 216, основан на метрической системе мер, и исходит от формата бумажного листа, имеющего площадь в 1 м² — размер «А0» (читается: «а нулевой» формат). Все форматы бумаги ISO имеют одно и то же отношение сторон, равное {\displaystyle 1:{\sqrt {2}}\,} (примерно 1 : 1,4142). Такое соотношение позволяет делить лист любого формата пополам (поперёк длинной стороны), в итоге получая лист меньшего формата с таким же соотношением сторон — {\displaystyle 1:{\sqrt {2}}} . Например:
- 1 лист формата А0 (841 × 1189 мм) = 2 листа формата А1 (594 × 841 мм);
- 1 лист формата А1 (594 × 841 мм) = 2 листа формата А2 (420 × 594 мм) и т. д.

Такое соотношение сторон бумажного листа определил немецкий физик Георг Кристоф Лихтенберг в 1786 году, и оно также использовалось как стандартное во время Французской революции. Затем о нем забыли, но в 1910 году это соотношение вновь предложил немецкий химик Вильгельм Оствальд, а затем распространил Вальтер Порстманн, внедрив в 1922 году в качестве стандарта бумажных форматов в немецкой системе стандартов DIN. Немецкий стандарт с его спецификациями для серий A и B послужил основой для европейского и международного стандарта EN ISO 216.
Международный стандарт ISO 216 состоит из трёх серий форматов (с близкими размерами для одинаковых номеров):
- А — исходной принята площадь в 1 м² для максимального листа серии «А0»;
- В — исходной принята длина в 1 м для короткой стороны максимального листа серии «B0»;
- С — форматы конвертов для листов серии А (размеры больше примерно на 7—8,5 %).

Площадь и размеры сторон формата B является средним геометрическим между соответствующими параметрами соседних форматов A, а площадь и размеры сторон формата C — средним геометрическим между соответственными соседними форматами B и A. Действительно, стороны формата A{\displaystyle i} равны {\displaystyle 2^{-i/2+1/4}\cdot 1000} мм и {\displaystyle 2^{-i/2-1/4}\cdot 1000} мм, в то время как стороны формата B{\displaystyle i} — {\displaystyle 2^{-i/2+1/2}\cdot 1000} мм и {\displaystyle 2^{-i/2-1/2}\cdot 1000} мм.
В России для технической документации (чертежи, схемы, тексты, диаграммы) стандартизованы форматы от A4 до A0 (с правилами складывания копий до A4).
| Формат | Серия A, мм | Серия B, мм | Серия C, мм |
| ------ | ----------- | ----------- | ----------- |
| 0      | 841 × 1189  | 1000 × 1414 | 917 × 1297  |
| 1      | 594 × 841   | 707 × 1000  | 648 × 917   |
| 2      | 420 × 594   | 500 × 707   | 458 × 648   |
| 3      | 297 × 420   | 353 × 500   | 324 × 458   |
| 4      | 210 × 297   | 250 × 353   | 229 × 324   |
| 5      | 148 × 210   | 176 × 250   | 162 × 229   |
| 6      | 105 × 148   | 125 × 176   | 114 × 162   |
| 7      | 74 × 105    | 88 × 125    | 81 × 114    |
| 8      | 52 × 74     | 62 × 88     | 57 × 81     |
| 9      | 37 × 52     | 44 × 62     | 40 × 57     |
| 10     | 26 × 37     | 31 × 44     | 28 × 40     |

Кроме того, для технических документов используются форматы с бо́льшим отношением сторон, образуемые при многократном приложении одного из стандартных форматов вдоль длинной стороны листа. Например, для серии A можно образовать следующие дополнительные форматы (все размеры — в миллиметрах):
| A0 841 × 1189 | A0 × 2 1682 × 1189 | A0 × 3 2523 × 1189 | A0 × 4 3360 × 1189 | A0 × 5 4200 × 1189 | A0 × 6 5040 × 1189 |
| A1 594 × 841  | A1 × 2 = A0        | A1 × 3 1783 × 841  | A1 × 4 2378 × 841  | A1 × 5 2973 × 841  | A1 × 6 3568 × 841  |
| A2 420 × 594  | A2 × 2 = A1        | A2 × 3 1261 × 594  | A2 × 4 1682 × 594  | A2 × 5 2102 × 594  | A2 × 6 2520 × 594  |
| A3 297 × 420  | A3 × 2 = A2        | A3 × 3 891 × 420   | A3 × 4 1189 × 420  | A3 × 5 1486 × 420  | A3 × 6 1783 × 420  |
| A4 210 × 297  | A4 × 2 = A3        | A4 × 3 630 × 297   | A4×4 841 × 297     | A4 × 5 1051 × 297  | A4 × 6 1261 × 297  |
| A5 148 × 210  | A5 × 2 = A4        | A5 × 3 446 × 210   | A5 × 4 595 × 210   | A5 × 5 743 × 210   | A5 × 6 892 × 210   |

Прежний советский стандарт обозначения форматов бумаги.

«Двукратные» форматы при этом не используются, так как совпадают с одним из стандартных форматов серии.
До начала внедрения системы ЕСКД в конце 1960-х годов в СССР (в рамках системы межведомственных нормалей «Система чертёжного хозяйства») был принят другой принцип обозначения форматов листов из серии A: в виде двузначных чисел, где цифры обозначали, сколько раз для получения данного формата нужно отложить длинную (первая цифра) и короткую (вторая цифра) сторону листа соответствующего нынешнему A4 (210 × 297 мм). Таким образом, современному листу A4 соответствовало старое обозначение «11», листу A3 — «12», листу A2 — «22», листу A1 — «24», а листу A0 — «44». Лист, аналогичный современному A5, обозначался «1/2·1».

## Североамериканский стандарт

Форматы бумаги ANSI

Используемые в настоящее время американские форматы бумаги опираются на старую дюймовую меру и определяются Американским национальным институтом стандартов (ANSI). Наиболее часто в повседневной деятельности используются форматы «letter», «legal» и «ledger»/«tabloid». Источник формата «letter» (8,5×11 дюймов или 216×279 мм) уходит в традицию и доподлинно не известен.
Североамериканские форматы бумаги являются государственными стандартами в США и Филиппинах (однако филиппинский «legal» — 8,5×13 дюймов, что отличается от американского «legal»), а также широко используются в Канаде, Мексике и некоторых странах Южной Америки.
| Популярное название | Классификация ANSI | в мм     | в дюймах | Соотношение сторон | Похожий формат ISO | Латиноамериканский формат |
| ------------------- | ------------------ | -------- | -------- | ------------------ | ------------------ | ------------------------- |
| Half Letter         |                    | 216×140  | 8,5×5,5  | 1:1,5455           | A5 (210×148)       | Media Carta               |
| Letter              | ANSI A             | 216×280  | 8,5×11   | 1:1,3002           | A4 (210×297)       | Carta                     |
| Government Legal    |                    | 216×330  | 8,5×13   | 1:1,5294           | C4 (229×324)       | Oficio                    |
| Legal               |                    | 216×356  | 8,5×14   | 1:1,6471           | B4 (250×353)       | Legal                     |
| Ledger или Tabloid  | ANSI B             | 279×432  | 11×17    | 1:1,5455           | A3 (297×420)       | Tabloide                  |
|                     | ANSI C             | 432×559  | 17×22    | 1:1,2941           | A2 (420×594)       |                           |
|                     | ANSI D             | 559×864  | 22×34    | 1:1,5455           | A1 (594×841)       |                           |
|                     | ANSI E             | 864×1121 | 34×44    | 1:1,2941           | A0 (841×1189)      |                           |

## Японский стандарт
Форматы бумаги в Японии определяются стандартом JIS. Форматы JIS серии A соответствуют серии A по ISO 216, однако форматы JIS серии B отличаются от B по ISO; площадь японских B в 1,5 раза больше соответствующих A (а не в 1,414 раза, как по ISO). Японская серия B также используется на Тайване. В Японии нет форматов, аналогичных серии C по ISO.
Кроме того, до сих пор используются традиционные японские форматы бумаги, в том числе «сирокубан» (яп. 四六判, англ. shiroku-ban) и «кикубан» (яп. 菊判, англ. kiku-ban). Размеры полного листа сирокубан (788×1091 мм) и кикубан (636×939 мм) стандартизованы, однако для малых форматов разные производители бумаги нарезают полный лист в самых разнообразных конфигурациях: 2×2, 2×4, 2×5 и т. д.
| JIS серия B | JIS серия B | Сирокубан (四六判) | Сирокубан (四六判) | Сирокубан (四六判) | Кикубан (菊判) | Кикубан (菊判) | Кикубан (菊判) |
| Формат      | размер, мм  | Формат             | яп. название       | размер, мм         | Формат         | яп. название   | размер, мм     |
| ----------- | ----------- | ------------------ | ------------------ | ------------------ | -------------- | -------------- | -------------- |
| B0          | 1030×1456   |                    |                    |                    |                |                |                |
| B1          | 728×1030    | полный лист        | 四六全判           | 788×1091           | полный лист    | 菊全判         | 636×939        |
| B2          | 515×728     | 1/2                | 四六半切           | 545×788            | 1/2            | 菊半切         | 469×636        |
| B3          | 364×515     | 1/4                | 四六４切           | 394×545            | 1/4            | 菊４切         | 318×469        |
| B4          | 257×364     | 1/8                | 四六８切           | 272×394            | 1/8            | 菊８切         | 234×318        |
| B5          | 182×257     | 1/16               | 四六16切           | 197×272            | 1/16           | 菊16切         | 159×234        |
| B6          | 128×182     |                    |                    |                    |                |                |                |
| B7          | 91×128      |                    |                    |                    |                |                |                |